# しょっぱい三日月の夜
「しょっぱい三日月の夜」（しょっぱいみかづきのよる）は、日本のシンガーソングライターである長渕剛の22枚目のシングル。
アルバム『JEEP』（1990年）からの先行シングル。
オリコンチャートでは最高位1位となっており、長渕のシングルとしては「とんぼ」（1988年）以降3曲連続1位獲得となった。
長渕の主演第2作となる映画『ウォータームーン』（1989年）の主題歌として使用された。しかし映画の内容は不評を買い、配給収入は前作『オルゴール』（1989年）を圧倒的に下回る結果となった。

## 音楽性
歌詞の内容は、自分の中で相反する心情の葛藤を描いたものとなっている。前作に続くバラードソングであるが、アコースティック・ギター、エレクトリックギターの音色がメインとなっており、バックにシンセサイザーの音が入れられている。
音楽情報サイト『CDジャーナル』では、「月夜を連想させる柔らかいシンセ・サウンドが印象的なミディアム・バラード」と表記されている。

## リリース
1989年12月8日に東芝EMIのエキスプレスレーベルよりリリースされた。アルバム『JEEP』（1990年）からの先行シングルとなっている。長渕のシングルでは、本作が最後のレコードでのリリース作品となった。
B面曲の「いつかの少年 ('89 YOKOHAMA ARENA Live Version)」は、「LIVE'89 昭和」ツアーのうち、1989年の横浜アリーナ公演から収録されている。
なお、「いつかの少年」はライブ・アルバム「長渕剛LIVE'89」にも、収録されている。

## 批評
| 専門評論家によるレビュー | 専門評論家によるレビュー |
| レビュー・スコア         | レビュー・スコア         |
| 出典                     | 評価                     |
| ------------------------ | ------------------------ |
| CDジャーナル             | 肯定的                   |

音楽情報サイト『CDジャーナル』では、「アクの強いヴォーカルが疲労感にも似た男の哀愁を感じさせる」と評されている。

## チャート成績
オリコンチャートでは最高位1位、登場回数19回となり、売り上げ枚数は34.4万枚となった。
「とんぼ」、「激愛」に続き、シングル3作品連続でのオリコンチャート1位獲得となった。

## ライブ・パフォーマンス
本曲でのテレビ出演は、1989年12月13日にフジテレビ系音楽番組『夜のヒットスタジオSUPER』（1989年 - 1990年）に出演した。
その後、ライブなどで演奏される機会はほとんどなかったが、2009年のライブツアー「Tsuyoshi Nagabuchi Acoustic Live 30th Anniversary」にて演奏された他、2012年のライブツアー「TSUYOSHI NAGABUCHI ARENA TOUR 2012 Stay Alive」にて演奏された。

## メディアでの使用
長渕の主演映画第2作となる『ウォータームーン』（1989年）の主題歌として使用された。映画の撮影中に長渕とスタッフの間に確執が生まれ、監督の工藤が降板したため残りは長渕自らが監督となり、最終的な編集も長渕が行った。一時は公開も危ぶまれた状況であったが何とか映画は公開日前に完成し、全国にて12月16日より公開された。だが、映画の内容は不評を買い、配給収入は前作『オルゴール』を圧倒的に下回る結果となった。

## シングル収録曲
| 全作詞・作曲: 長渕剛。 |                                                    |           |            |          |      |
| #                      | タイトル                                           | 作詞      | 作曲・編曲 | 編曲     | 時間 |
| 1.                     | 「しょっぱい三日月の夜」                           | 長渕剛    | 長渕剛     | 瀬尾一三 | 6:08 |
| 2.                     | 「いつかの少年 ('89 YOKOHAMA ARENA Live Version)」 | 長渕剛    | 長渕剛     |          | 5:53 |
| 合計時間:              | 合計時間:                                          | 合計時間: | 12:01      |          |      |

## スタッフ・クレジット

### 参加ミュージシャン
- 島村英二 - ドラムス
- 美久月千晴 - ベース
- 矢島賢 - エレクトリックギター
- 笛吹利明 - アコースティック・ギター
- エルトン永田 - キーボード
- 中山信彦 - オペレーター

### スタッフ
- 長渕剛 - プロデュース
- 石塚良一 (Z's) - レコーディング・エンジニア、ミックス・エンジニア
- 堀江俊一郎（東芝EMI） - A&Rディレクター
- 後藤由多加（ユイ音楽工房） - エグゼクティブ・プロデューサー
- 森田秀美（オフィス・レン） - エグゼクティブ・プロデューサー
- 川上源一（ヤマハ音楽振興会） - エグゼクティブ・プロデューサー

## 楽曲の収録作品
スタジオ音源
- 『JEEP』（1990年）
- 『いつかの少年』（1994年）
- 『SINGLES Vol.3 (1988〜1996)』（1997年）